# Liga Regional de Fútbol de Río Cuarto
La Liga Regional de fútbol de Río Cuarto (LRFRC) es una de las Ligas regionales de fútbol en Argentina. En ella participan clubes de la ciudad de Río Cuarto y alrededores. Para la temporada 2017 formaron parte de ella 37 equipos entre las dos divisiones que la conforman.
El presidente de la Liga es Camilo Mañez
. El primer mandatario de la Liga de Río Cuarto fue Luis Mai.
La Liga Regional de Fútbol de Río Cuarto es organizada por el Consejo Federal del Fútbol Argentino (CFFA), organismo que controla todas las Ligas regionales de fútbol en Argentina.
Actualmente la liga está representada a nivel nacional por Estudiantes (Primera Nacional) y Atenas (Federal A).

## Historia
Como Liga Regional de Fútbol inicia sus actividades en el año 1965, bajo el mandato del señor Luis Mai. El primer club en vincularse a dicha liga fue Lautaro Roncedo, el 3 de marzo de 1965.Finalmente el campeón de este primer campeonato fue Acción Juvenil de General Deheza.
Como antecedentes, el 6 de abril de 1917 se creó la Federación de Football de Río Cuarto fundada por los clubes Argentino Libanense, Estudiantes, Central Argentino, Atenas, Argentinos Sportman, El Diario y Huracán.
Luego el 20 de junio de 1935 pasa a llamarse Liga de Fútbol de Río Cuarto, siendo en esta etapa el Club Sportivo y Biblioteca Atenas claro dominador del certamen.

## Clubes participantes

### Primera A
| Club                                            | Localidad       |
| ----------------------------------------------- | --------------- |
| Club Atlético Acción Juvenil Tiro y Gimnasia    | General Deheza  |
| Centro Cultural Alberdi                         | Río Cuarto      |
| Club Sportivo y Biblioteca Atenas               | Río Cuarto      |
| Ateneo Vecinos Barrio Argentino                 | General Cabrera |
| Club Atlético Adelia María                      | Adelia Maria    |
| Club Atlético Sampacho                          | Sampacho        |
| Club Atlético San Basilio                       | San Basilio     |
| Asociación Atlética Banda Norte                 | Río Cuarto      |
| Club Atlético Belgrano                          | Vicuña Mackenna |
| Asociación Atlética Estudiantes                 | Río Cuarto      |
| Asociación Independiente Dolores                | General Cabrera |
| Club Deportivo y Biblioteca Dr. Lautaro Roncedo | Alcira Gigena   |
| Club Atlético Lutgardis Riveros                 | Alcira Gigena   |
| Club Deportivo Municipal                        | Adelia Maria    |
| Club Atlético San Martín                        | Vicuña Mackenna |
| Toro Club Social y Deportivo                    | Coronel Moldes  |
| Club Renato Cesarini                            | Río Cuarto      |
| Club Atlético Everton                           | Coronel Moldes  |
| Centro Social Las Higueras                      | Las Higueras    |
| Club Atlético Belgrano                          | Coronel Moldes  |

### Primera B
| Club                                   | Localidad         |
| -------------------------------------- | ----------------- |
| Charrense Fútbol Club                  | Charras           |
| Club Recreativo Confraternidad         | Sampacho          |
| Club Atlético Defensores de Alberdi    | Río Cuarto        |
| Club Deportivo Municipal               | Villa Reducción   |
| Fusión Fútbol Club                     | Río Cuarto        |
| Club Atlético Granada                  | Holmberg          |
| Club Juventud Unida de Río Cuarto      | Río Cuarto        |
| Club Deportivo Juventud Unida          | Coronel Baigorria |
| Club Atlético y Recreativo Los Incas   | Achiras           |
| Centro Recreativo Unión                | Olaeta            |
| Rosario Fútbol Club                    | Río Cuarto        |
| Club Unión Comunicaciones San Cayetano | Río Cuarto        |
| Santa Paula Club                       | Carnerillo        |
| Club Sportivo Municipal                | Río Cuarto        |
| Club Atlético Talleres                 | Las Acequias      |
| Universidad Nacional de Río Cuarto     | Río Cuarto        |
| Club Atlético Cóndores                 | Holmberg          |
| Club Social Recreativo                 | Villa Reducción   |

## Campeones por año
| Año                                   | Oficial                            | Oficial                            |
| Año                                   | Apertura                           | Clausura                           |
| Federación Río Cuarto de Foot-Ball    | Federación Río Cuarto de Foot-Ball | Federación Río Cuarto de Foot-Ball |
| ------------------------------------- | ---------------------------------- | ---------------------------------- |
| 1917                                  | Estudiantes                        | Estudiantes                        |
| 1918                                  | Central Argentino (RC)             | Central Argentino (RC)             |
| 1919                                  | Estudiantes                        | Estudiantes                        |
| 1920                                  | Atenas                             | Atenas                             |
| 1921                                  | Central Argentino (RC)             | Central Argentino (RC)             |
| 1922                                  | Estudiantes                        | Estudiantes                        |
| 1923                                  | El Diario                          | El Diario                          |
| 1924                                  | Estudiantes                        | Estudiantes                        |
| 1925                                  | Atenas                             | Atenas                             |
| 1926                                  | El Diario                          | El Diario                          |
| 1927                                  | El Diario                          | El Diario                          |
| 1928                                  | Central Argentino (RC)             | Central Argentino (RC)             |
| 1929                                  | Central Argentino (RC)             | Central Argentino (RC)             |
| 1930                                  | Central Argentino (RC)             | Central Argentino (RC)             |
| 1931                                  | Central Argentino (RC)             | Central Argentino (RC)             |
| 1932                                  | Central Argentino (RC)             | Central Argentino (RC)             |
| 1933                                  | Argentino Sirio Libanés (RC)       | Argentino Sirio Libanés (RC)       |
| Liga Riocuartense de Fútbol           |                                    |                                    |
| 1933                                  | Atenas                             | Atenas                             |
| 1934                                  | Atenas                             | Atenas                             |
| Liga de Foot-Ball Río Cuarto          |                                    |                                    |
| 1935                                  | Atenas                             | Atenas                             |
| 1936                                  | Atenas                             | Atenas                             |
| 1937                                  | Atenas                             | Atenas                             |
| 1938                                  | Belgrano (CM)                      | Belgrano (CM)                      |
| 1939                                  | Atenas                             | Atenas                             |
| 1940                                  | Atenas                             | Atenas                             |
| 1941                                  | Atenas                             | Atenas                             |
| 1942                                  | Atenas                             | Atenas                             |
| 1943                                  | Municipal (RC)                     | Municipal (RC)                     |
| 1944                                  | Atenas                             | Atenas                             |
| 1945                                  | Municipal (RC)                     | Municipal (RC)                     |
| 1946                                  | Atenas                             | Atenas                             |
| 1947                                  | Municipal (RC)                     | Municipal (RC)                     |
| 1948                                  | Municipal (RC)                     | Municipal (RC)                     |
| 1949                                  | Estudiantes                        | Estudiantes                        |
| 1950                                  | Correos y Telecomunicaciones       | Correos y Telecomunicaciones       |
| 1951                                  | Atenas                             | Atenas                             |
| 1952                                  | Municipal (RC)                     | Municipal (RC)                     |
| 1953                                  | Estudiantes                        | Estudiantes                        |
| 1954                                  | Atenas                             | Atenas                             |
| 1955                                  | Estudiantes                        | Estudiantes                        |
| 1956                                  | Correos y Telecomunicaciones       | Correos y Telecomunicaciones       |
| 1957                                  | Alberdi                            | Alberdi                            |
| 1958                                  | Estudiantes                        | Estudiantes                        |
| 1959                                  | Atenas                             | Atenas                             |
| 1960                                  | Estudiantes                        | Estudiantes                        |
| 1961                                  | Estudiantes                        | Estudiantes                        |
| 1962                                  | Estudiantes                        | Estudiantes                        |
| 1963                                  | Atenas                             | Atenas                             |
| 1964                                  | Estudiantes                        | Estudiantes                        |
| Liga Regional de Fútbol de Río Cuarto |                                    |                                    |
| 1965                                  | Acción Juvenil                     | Acción Juvenil                     |
| 1966                                  | Estudiantes                        | Estudiantes                        |
| 1967                                  | Estudiantes                        | Estudiantes                        |
| 1968                                  | Estudiantes                        | Estudiantes                        |
| 1969                                  | Estudiantes                        | Estudiantes                        |
| 1970                                  | Atenas                             | Atenas                             |
| 1971                                  | Estudiantes                        | Estudiantes                        |
| 1972                                  | Atenas                             | Atenas                             |
| 1973                                  | Estudiantes                        | Estudiantes                        |
| 1974                                  | Estudiantes                        | Estudiantes                        |
| 1975                                  | Banda Norte                        | Banda Norte                        |
| 1976                                  | Estudiantes                        | Estudiantes                        |
| 1977                                  | Belgrano-Toro Club                 | Belgrano-Toro Club                 |
| 1978                                  | Estudiantes                        | Estudiantes                        |
| 1979                                  | Acción Juvenil                     | Acción Juvenil                     |
| 1980                                  | Acción Juvenil                     | Acción Juvenil                     |
| 1981                                  | Estudiantes                        | Estudiantes                        |
| 1982                                  | Belgrano (CM)                      | Belgrano (CM)                      |
| 1983                                  | Banda Norte                        | Banda Norte                        |
| 1984                                  | Banda Norte                        | Banda Norte                        |
| 1985                                  | Estudiantes                        | Estudiantes                        |
| 1986                                  | Belgrano (CM)                      | Belgrano (CM)                      |
| 1987                                  | Toro Club                          | Toro Club                          |
| 1988                                  | Roncedo                            | Roncedo                            |
| 1989                                  | Estudiantes                        | Estudiantes                        |
| 1990                                  | Toro Club                          | Toro Club                          |
| 1991                                  | Toro Club                          | Toro Club                          |
| 1992                                  | Estudiantes                        | Estudiantes                        |
| 1993                                  | Roncedo                            | Roncedo                            |
| 1994                                  | Roncedo                            | Independiente Dolores              |
| 1994                                  | Roncedo                            |                                    |
| 1995                                  | Estudiantes                        | Municipal (AM)                     |
| 1995                                  | Municipal (AM)                     |                                    |
| 1996                                  | Talleres (LA)                      | Acción Juvenil                     |
| 1996                                  | Talleres (LA)                      |                                    |
| 1997                                  | Estudiantes                        | Toro Club                          |
| 1997                                  | Toro Club                          |                                    |
| 1998                                  | Alianza Deportiva (GC)             | Acción Juvenil                     |
| 1998                                  | Alianza Deportiva (GC)             |                                    |
| 1999                                  | Acción Juvenil                     | Belgrano (CM)                      |
| 1999                                  | Acción Juvenil                     |                                    |
| 2000                                  | Estudiantes                        | Estudiantes                        |
| 2001                                  | Toro Club                          | Toro Club                          |
| 2002                                  | Atenas                             | Atenas                             |
| 2003                                  | Herlitzka (LV)                     | Atenas                             |
| 2003                                  | Atenas                             |                                    |
| 2004                                  | Estudiantes                        | Adelia María                       |
| 2004                                  | Estudiantes                        |                                    |
| 2005                                  | Atenas                             | Banda Norte                        |
| 2005                                  | Atenas                             |                                    |
| 2006                                  | Independiente Dolores              | San Basilio                        |
| 2006                                  | Independiente Dolores              |                                    |
| 2007                                  | Toro Club-Everton                  | Adelia María                       |
| 2007                                  | Toro Club-Everton                  |                                    |
| 2008                                  | Alianza Coronel Moldes             | Banda Norte                        |
| 2008                                  | Alianza Coronel Moldes             |                                    |
| 2009                                  | Ateneo                             | Banda Norte                        |
| 2009                                  | Ateneo                             |                                    |
| 2010                                  | Alianza Coronel Moldes             | San Basilio                        |
| 2010                                  | San Basilio                        |                                    |
| 2011                                  | Lutgardis Riveros                  | San Basilio                        |
| 2011                                  | Lutgardis Riveros                  |                                    |
| 2012                                  | Alianza Coronel Moldes             | Roncedo                            |
| 2012                                  | Alianza Coronel Moldes             |                                    |
| 2013                                  | Sampacho                           | Ateneo                             |
| 2013                                  | Sampacho                           |                                    |
| 2014                                  | San Martín (VM)                    | Juventud Unida Río Cuarto          |
| 2014                                  | Juventud Unida Río Cuarto          |                                    |
| 2015                                  | Estudiantes                        | Estudiantes                        |
| 2016                                  | Ateneo                             | Banda Norte                        |
| 2016                                  | Banda Norte                        |                                    |
| 2017                                  | Estudiantes                        | Alberdi                            |
| 2017                                  | Estudiantes                        |                                    |
| 2018                                  | Juventud Unida Río Cuarto          | Acción Juvenil                     |
| 2018                                  | Acción Juvenil                     |                                    |
| 2019                                  | Estudiantes                        | Belgrano (VM)                      |
| 2019                                  | Estudiantes                        |                                    |
| 2020                                  | Cancelado                          | Cancelado                          |
| 2021                                  | Atenas                             | Municipal (AM)                     |
| 2021                                  | Atenas                             |                                    |
| 2022                                  | Acción Juvenil                     | Alberdi                            |
| 2022                                  | Alberdi                            |                                    |
| 2023                                  | San Martin (VM)                    | Belgrano (VM)                      |
| 2023                                  | Belgrano (VM)                      |                                    |
| 2024                                  | Acción Juvenil                     | Acción Juvenil                     |
| 2024                                  | Acción Juvenil                     |                                    |

## Palmarés
Los siguientes son los Títulos Oficiales/Anuales por club. Incluye títulos de la Federación Río Cuarto de Foot-Ball (1917-1934), Lga Riocuartense de Fútbol (1933, 1934), y de la Liga de Foot-Ball Río Cuarto (1935-1964):
| Club                                                               | Títulos | Temporada |
| ------------------------------------------------------------------ | ------- | --- |
| Estudiantes                                                        | 30      | 1917, 1919, 1922, 1924, 1949, 1953, 1955, 1958, 1960, 1961, 1962, 1964, 1966, 1967, 1968, 1969, 1971, 1973, 1974, 1976, 1978, 1981, 1985, 1989, 1992, 2000, 2004, 2015, 2017, 2019. |
| Atenas                                                             | 24      | 1920, 1925, 1933, 1934, 1935, 1936, 1937, 1939, 1940, 1941, 1942, 1944, 1946, 1951, 1954, 1959, 1963, 1970, 1972, 2002, 2003, 2005, 2021.                                           |
| Central Argentino                                                  | 7       | 1918, 1921, 1928, 1929, 1930, 1931, 1932. |
| Acción Juvenil                                                     | 6       | 1965, 1979, 1980, 1999, 2018. 2024 |
| Toro Club                                                          | 5       | 1987, 1990, 1991, 1997, 2001. |
| Municipal                                                          | 5       | 1943, 1945, 1947, 1948, 1952. |
| Banda Norte                                                        | 4       | 1975, 1983, 1984, 2016. |
| El Diario                                                          | 3       | 1923, 1926, 1927. |
| Lautaro Roncedo                                                    | 3       | 1988, 1993, 1994. |
| Alianza Coronel Moldes                                             | 3       | 2007, 2008, 2012. |
| Correos y Telecomunicaciones                                       | 2       | 1950, 1956. |
| Alberdi                                                            | 2       | 1957,2022 |
| Atlético Sampacho                                                  | 1       | 2013. |
| Argentino Sirio Libanés                                            | 1       | 1933. |
| Club Atlético San Basilio                                          | 1       | 2010. |
| Fusión Belgrano-Toro                                               | 1       | 1977. |
| Municipal (Adelia María)                                           | 1       | 1995. |
| Talleres (Las Acequias)                                            | 1       | 1996. |
| Archivo:600px 600px solid HEX-FF7518.svg Alianza (General Cabrera) | 1       | 1998. |
| Independiente Dolores                                              | 1       | 2006. |
| Ateneo                                                             | 1       | 2009. |
| Lutgardis Riveros                                                  | 1       | 2011. |
| Juventud Unida Río Cuarto                                          | 1       | 2014. |
| Belgrano (Vicuña Mackenna)                                         | 1       | 2023. |

Títulos totales:
| Club                         | Títulos | Temporada |
| ---------------------------- | ------- | --- |
| Estudiantes                  | 36      | 1917, 1919, 1922, 1924, 1949, 1953, 1955, 1958, 1960, 1961, 1962, 1964, 1966, 1967, 1968, 1969, 1971, 1973, 1974, 1976, 1978, 1981, 1985, 1989, 1992, Apertura 1995, Apertura 1997, 2000, Apertura 2004, Oficial 2004, Apertura 2015, Clausura 2015, Apertura 2017, Oficial 2017, Apertura 2019, Oficial 2019. |
| Atenas                       | 26      | 1920, 1925, 1933, 1934, 1935, 1936, 1937, 1939, 1940, 1941, 1942, 1944, 1946, 1951, 1954, 1959, 1963, 1970, 1972, 2002, Clausura 2003, Oficial 2003, Apertura 2005, Oficial 2005, Apertura 2021, Oficial 2021.                                                                                                 |
| Acción Juvenil               | 13      | 1965, 1979, 1980, Clausura 1996, Clausura 1998, Apertura 1999, Oficial 1999, Clausura 2018, Oficial 2018. Apertura 2022. Apertura 2024. Clausura 2024. Oficial 2024. |
| Banda Norte                  | 8       | 1975, 1983, 1984, Clausura 2005, Clausura 2008, Clausura 2009, Clausura 2016, Oficial 2016. |
| Central Argentino            | 7       | 1918, 1921, 1928, 1929, 1930, 1931, 1932. |
| Alianza Coronel Moldes       | 7       | Apertura 2007, Oficial 2007, Apertura 2008, Oficial 2008, Apertura 2010, Apertura 2012, Oficial 2012. |
| Toro Club                    | 6       | 1987, 1990, 1991, Clausura 1997, Oficial 1997, 2001. |
| Lautaro Roncedo              | 6       | 1988, Apertura 1993, Clausura 1993, Apertura 1994, Oficial 1994, Clausura 2012. |
| Municipal                    | 5       | 1943, 1945, 1947, 1948, 1952. |
| Ateneo                       | 4       | Apertura 2009, Oficial 2009, Clausura 2013, Apertura 2016. |
| Club Atlético San Basilio    | 4       | Clausura 2006, Clausura 2010, Oficial 2010, Clausura 2011, |
| Alberdi                      | 4       | 1957, Apertura 2017, Clausura 2022, Oficial 2022 |
| El Diario                    | 3       | 1923, 1926, 1927. |
| Independiente Dolores        | 3       | Clausura 1994, Apertura 2006, Oficial 2006. |
| Belgrano (Vicuña Mackenna)   | 3       | Clausura 2019, Clausura 2023, Oficial 2023 |
| Municipal (Adelia María)     | 3       | Clausura 1995, Oficial 1995. Clausura 2021. |
| Talleres (Las Acequias)      | 2       | Apertura 1996, Oficial 1996. |
| Alianza (General Cabrera)    | 2       | Apertura 1998, Oficial 1998. |
| Atlético Adelia María        | 2       | Clausura 2004, Clausura 2007. |
| Lutgardis Riveros            | 2       | Apertura 2011, Oficial 2011. |
| Atlético Sampacho            | 2       | Apertura 2013, Oficial 2013. |
| Juventud Unida Río Cuarto    | 2       | Clausura 2014, Oficial 2014. |
| Correos y Telecomunicaciones | 2       | 1950, 1956. |
| San Martín (Vicuña Mackenna) | 2       | Apertura 2014, Apertura 2023 |
| Argentino Sirio Libanés      | 1       | 1933. |
| Fusión Belgrano-Toro         | 1       | 1977. |
| Herlitzka (Las Vertientes)   | 1       | Apertura 2003. |